# Branko Hucika
Branko Hucika est un footballeur croate né le 10 juillet 1977. Il évoluait au poste de milieu de terrain.